# Trudie Styler
Trudie Styler (ur. 6 stycznia 1954 w Bromsgrove) – angielska aktorka i producentka.

## Życie i kariera
Uczęszczała do North Bromsgrove High School, gdzie jednym z jej nauczycieli był Clifford T. Ward.
Styler mieszkała ze Stingiem około dziesięć lat przed ślubem, który wzięli 20 sierpnia 1992 r. Mają czwórkę dzieci: Bridget Michael ("Mickey", ur. 1984), Jake (ur. 1985), Eliot Paulina Sumner (pseudonim "Coco" ur. 1990) i Giacomo Luke (ur. 1995). Ich córka Eliot jest wokalistką i frontmanką zespołu do I Blame Coco, a syn Jake jest modelem.
Styler jest także Ambasadorem UNICEF.

## Filmografia

### Producent
- Moon (2009)
- A Guide to Recognizing Your Saints (2006)
- Alpha Male (2006)
- Cheeky (2003)
- The Sweatbox (2002)
- Greenfingers (2000)
- Przekręt (2000)
- Porachunki (1998)
- The Grotesque (1995)
- Moving the Mountain (1994)

### Aktorka (wybrane)
- Paris Connections (2010)
- Living Proof (2008)
- The Vicar of Dibley – Wife swap Comic Relief special (2007)
- Alpha Male (2006)
- Love Soup (Irene) (2005)
- Empire (2005)
- Przyjaciele (sezon 8, odcinek 10 – The One with Monica's Boots)
- Me Without You (2002)
- The Scold's Bridle (1998)
- Fair Game (1988)
- Miss Marple The Body in the Library (1984) jako Josephine Turner
- The Mayor Of Casterbridge (1978)
- Poldark (1977)

### Reżyser
- Wait (2005)
- The Sweatbox (2002)